# Ikari Warriors
Ikari Warriors (Japans: 怒) is een computerspel dat werd ontwikkeld door SNK en uitgegeven door Data East. Het spel kwam in 1986 uit als arcadespel. Later volgde ook releases voor andere platforms. Het spel is een verticaal scrollend actiespel waarbij de speler door een scala aan landschappen moet vechten, zoals oerwouden, rivieren en ruïnes. Onderweg kunnen verschillende wapens gevonden worden, zoals machinegeweren, raketten en granaten.

## Platforms
| Jaar | Platform                     |
| ---- | ---------------------------- |
| 1986 | Arcade, Commodore 64, NES    |
| 1987 | Amstrad CPC, MSX, PC Booter  |
| 1988 | Amiga, Atari ST, ZX Spectrum |
| 1989 | Atari 2600, Atari 7800       |
| 2006 | Windows                      |
| 2011 | PSP, PlayStation 3           |

## Ontvangst
| Beoordeeld door       | Platform     | Datum            | Score |
| --------------------- | ------------ | ---------------- | ----- |
| The Video Game Critic | Atari 7800   | 18 december 2001 | 83%   |
| Your Sinclair         | ZX Spectrum  | mei 1988         | 80%   |
| Commodore User        | Commodore 64 | april 1988       | 80%   |
| The Video Game Critic | NES          | 16 maart 2004    | 75%   |
| 1UP!                  | NES          | 3 april 2009     | 57%   |
| ST Action             | Atari ST     | juni 1988        | 56%   |
| Power Play            | Atari ST     | mei 1988         | 50%   |
| Thunderbolt Games     | NES          | 29 juli 2004     | 40%   |
| Video Game Den        | NES          | 18 juli 2010     | 40%   |
| NES Player            | NES          | 2001             | 10%   |

## Trivia
- Het spel is opgenomen in het boek 1001 Video Games You Must Play Before You Die van Tony Mott.